# Вікторі Тауншип (округ Венанго, Пенсільванія)
Вікторі Тауншип (англ. Victory Township) — селище (англ. township) в США, в окрузі Венанго штату Пенсільванія. Населення — 375 осіб (2020).

## Демографія
Згідно з переписом 2010 року, у селищі мешкало 410 осіб у 176 домогосподарствах у складі 120 родин. Було 318 помешкань
Расовий склад населення:
| - 99,3 % — білих |

До двох чи більше рас належало 0,2 %. Частка іспаномовних становила 0,5 % від усіх жителів.
За віковим діапазоном населення розподілялося таким чином: 18,3 % — особи молодші 18 років, 67,8 % — особи у віці 18—64 років, 13,9 % — особи у віці 65 років та старші. Медіана віку мешканця становила 49,6 року. На 100 осіб жіночої статі у селищі припадало 114,7 чоловіків;  на 100 жінок у віці від 18 років та старших — 110,7 чоловіків також старших 18 років.
Середній дохід на одне домашнє господарство  становив 53 717 доларів США (медіана — 46 786), а середній дохід на одну сім'ю — 63 212 долари (медіана — 55 521). Медіана доходів становила 43 750 доларів для чоловіків та 28 750 доларів для жінок. За межею бідності перебувало 12,8 % осіб, у тому числі 17,1 % дітей у віці до 18 років та 0,0 % осіб у віці 65 років та старших.
Цивільне працевлаштоване населення становило 141 особа. Основні галузі зайнятості: роздрібна торгівля — 24,8 %, освіта, охорона здоров'я та соціальна допомога — 20,6 %, виробництво — 17,0 %.